# Mercer Family Foundation
Mercer Family Foundation és una fundació privada dels estats units. El 2013 disposava de 37 milions de dòlars en actius. Està gestionada per Rebekah Mercer, filla del gestor de fons d'inversió conservador Robert Mercer.
Els interessos principals de la fundació són en els camps de política pública, educació superior i la ciència. La fundació ha finançar a diverses organitzacions i institucions, entre les quals s'inclouen la Heritage Foundation, Institut de Política de Illinois, el Heartland Institute, i SUNY Stony Brook. Mercer també finança la Home Depot Foundation, que té la missió de millorar "les cases i les vides dels veterans militars dels Estats Units, així com de les seves famílies."